# Kreisgericht Landsberg an der Warthe
Das Kreisgericht Landsberg an der Warthe war von 1849 bis 1879 ein preußisches Kreisgericht mit Sitz in Landsberg an der Warthe.

## Geschichte
Nach der Märzrevolution wurden mit der „Verordnung über die Aufhebung der Privatgerichtsbarkeit und des eximierten Gerichtsstandes sowie über die anderweitige Organisation der Gerichte“ vom 2. Januar 1849 diese Gerichte aufgehoben und einheitlich Kreisgerichte gebildet.
In Landsberg an der Warthe entstand so das Kreisgericht Landsberg an der Warthe. Es war für die Orte im Landkreis Landsberg an der Warthe zuständig. Lediglich die Orte Groß- und Klein-Cammin, Tamsel und Warnick und Blumberg wurden dem Kreisgericht Königsberg Nm. und Berneuchen dem Kreisgericht Soldin zugeordnet. Zuständiges Appellationsgericht war das Appellationsgericht Frankfurt a. d. Oder.
In Vietz wurden Gerichtstage abgehalten.
Im Rahmen der Reichsjustizgesetze wurden reichsweit einheitlich Amts-, Landes- und Oberlandesgerichte geschaffen. In Landsberg an der Warthe entstand so das Amtsgericht Landsberg an der Warthe sowie das Landgericht Landsberg an der Warthe.